# Тростенский, Иван Тимофеевич Глухой
Князь Иван Тимофеевич Тростенский по прозванию Глухой — московский дворянин, наместник и воевода во времена правления Ивана IV Васильевича Грозного.
Сын князя и воеводы Тимофея Александровича Тростенского, внук родоначальника рода князей Тростенских — Александра Александровича Тростенского. Имел братьев князей: Петра, Фёдора, Осипа и Василия Тимофеевичей.

## Биография
Второй воевода Большого полка в походе из Стародуба на литовцев (ноябрь 1534). Первый воевода левой руки в полках на Угре (1539). Второй воевода левой руки в войсках на Коломне, а брат его Осип Тимофеевич 1-й воевода (июнь 1542). Один из полковых воевод на Белёве (1543). Воевода левой руки на Калуге (1549). Калужский наместник и воевода левой руки (1550). Сын боярский 2-й статьи, пожалован в состав московского дворянства (02 октября 1550). В приход крымцев на Карачаевские места, из Калуги ходил воеводой одного из полков в Белёв (15 ноября 1550). Воевода Сторожевого полка в Калуге (1551). В числе других воевод послан в Смоленск (1552).
Имел сына:
- Иван Иванович Тростенский по прозванию Козлина — один из воевод в Полоцке (1565), воевода Сторожевого полка в Данкове (1570—1571), помещик Вяземского уезда.